# Salsola luederitzensis
Salsola luederitzensis är en amarantväxtart som beskrevs av Viktor Petrovitj Botjantsev. Salsola luederitzensis ingår i släktet sodaörter, och familjen amarantväxter. Inga underarter finns listade i Catalogue of Life.